# کریم‌آباد (بروجرد)
کریم آباد روستایی است واقع در دهستان والنجرد بخش مرکزی در شرق شهرستان بروجرد. که مردم آن به شغل دامپروری و کشاورزی مشغولند. بیشتر دام‌های آن را گوسفند، گاو و همچنین زنبور عسل تشکیل میدهند.

## جمعیت
بنابر سرشماری مرکز آمار ایران، جمعیت کریم آباد در سال ۱۳۹۵، برابر با ۳۱ نفر بوده‌است که از این میان ۱۷ نفر مرد و بقیه زن بوده‌اند. این روستا ۷خانوار جمعیت دارد.